# Сун Чжицзюань
Сун Чжицзюань (кит. 宋志娟; род. 27 сентября 1980) — китайская тяжелоатлетка, выступавшая в весовой категории до 58 килограммов. Чемпионка мира и серебряный призёр чемпионата мира, победительница чемпионата мира среди юниоров.

## Биография
Сун Чжицзюань родилась 27 сентября 1980 года.

## Карьера
Сун Чжицзюань выступала на чемпионате мира 1998 года в Лахти весовой категории до 58 килограммов. В рывке китайская спортсменка сумела поднять 92,5 килограммов, в толчке ей покорились 115 кг. Сумма 207,5 позволила ей стать серебряным призёром, а чемпионке из Тайваня она уступила только по собственному весу (обе тяжелоатлетки подняли 207,5 кг в сумме).
На университетском Кубке мира 1999 года Сун Чжицзюань завоевала золотую медаль, улучшив свой прошлогодний результат до 222,5 кг (98,5 + 125,5).
В 2000 году Сун Чжицзюань приняла участие на чемпионате мира среди юниоров, где выступала в весовой категории до 58 килограммов. Китаянка подняла 90 кг в рывке и 112,5 кг в толчке. Несмотря на то, что в прошлом году она поднимала на 20 килограммов больше, ей результата 202,5 кг хватило для завоевания золотой медали.
На чемпионате мира 2002 года в Варшаве Сун Чжицзюань завоевала золотую медаль, подняв рекордные для себя 230 килограммов: 105 кг в рывке и 125 кг в толчке.